# Lower Shing Mun Reservoir
Lower Shing Mun Reservoir är en reservoar i Hongkong (Kina). Den ligger i den norra delen av Hongkong. Lower Shing Mun Reservoir ligger 93 meter över havet. I omgivningarna runt Lower Shing Mun Reservoir växer i huvudsak städsegrön lövskog.